# Violinkonzerte (Mozart)
Von Wolfgang Amadeus Mozart sind fünf Violinkonzerte überliefert, die als authentisch gelten (KV 207, KV 211, KV 216, KV 218, KV 219). Bei zwei anderen (KV 268 und KV 271i) ist unsicher, ob sie aus Mozarts Feder stammen. Außerdem komponierte Mozart drei Einzelsätze für Violine und Orchester (Adagio KV 261, Rondo KV 269, Rondo KV 373). Das sogenannte Adélaïde-Konzert (zeitweise geführt als KV Anh. 294a) in D-Dur wurde angeblich 1766 vom zehnjährigen Mozart in Versailles komponiert, ist aber ein Arrangement aus Mozart-Fragmenten von Marius Casadesus, der es 1931 erstaufführte und 1933 mit der falschen Zuschreibung veröffentlichte.

## Violinkonzert Nr. 1 B-Dur KV 207 (1773)
Orchesterbesetzung: 1. und 2. Violinen, Viola, Violoncello, Bass, 2 Oboen, 2 Hörner
1. Allegro moderato
2. Adagio
3. Presto

Dieses Violinkonzert entstand im Frühjahr 1773 auf einer Italienreise Mozarts; es wurde am 14. April 1773 fertiggestellt.
Beginn des ersten Satzes:
Die Audiowiedergabe wird in deinem Browser nicht unterstützt. Du kannst die Audiodatei herunterladen.
Beginn des zweiten Satzes:
Die Audiowiedergabe wird in deinem Browser nicht unterstützt. Du kannst die Audiodatei herunterladen.
Beginn des dritten Satzes:
Die Audiowiedergabe wird in deinem Browser nicht unterstützt. Du kannst die Audiodatei herunterladen.

## Violinkonzert Nr. 2 D-Dur KV 211 (1775)
Orchesterbesetzung: 1. und 2. Violinen, Viola, Violoncello, Bass, 2 Oboen, 2 Hörner
1. Allegro moderato
2. Andante
3. Rondeau. Allegro

Beginn des ersten Satzes:
Die Audiowiedergabe wird in deinem Browser nicht unterstützt. Du kannst die Audiodatei herunterladen.
Beginn des zweiten Satzes:
Die Audiowiedergabe wird in deinem Browser nicht unterstützt. Du kannst die Audiodatei herunterladen.
Beginn des dritten Satzes:
Die Audiowiedergabe wird in deinem Browser nicht unterstützt. Du kannst die Audiodatei herunterladen.

## Violinkonzert Nr. 3 G-Dur KV 216 (1775)
Orchesterbesetzung: 1. und 2. Violinen, Viola, Violoncello, Bass, 2 Oboen (2 Flöten), 2 Hörner
1. Allegro
2. Adagio
3. Rondeau. Allegro

Der Mozart-Biograph Alfred Einstein schreibt über dieses Werk, das Mozart im Alter von 19 Jahren komponierte: Wenn es ein Wunder in Mozarts Schaffen gibt, so ist es die Entstehung dieses Konzertes.
Beginn des ersten Satzes:
Die Audiowiedergabe wird in deinem Browser nicht unterstützt. Du kannst die Audiodatei herunterladen.
Beginn des zweiten Satzes:
Die Audiowiedergabe wird in deinem Browser nicht unterstützt. Du kannst die Audiodatei herunterladen.
Beginn des dritten Satzes:
Die Audiowiedergabe wird in deinem Browser nicht unterstützt. Du kannst die Audiodatei herunterladen.

## Violinkonzert Nr. 4 D-Dur KV 218 (1775)
Orchesterbesetzung: 1. und 2. Violinen, Viola, Violoncello, Bass, 2 Oboen, 2 Hörner
1. Allegro
2. Andante cantabile
3. Rondeau. Andante grazioso

Beginn des ersten Satzes:
Die Audiowiedergabe wird in deinem Browser nicht unterstützt. Du kannst die Audiodatei herunterladen.
Beginn des zweiten Satzes:
Die Audiowiedergabe wird in deinem Browser nicht unterstützt. Du kannst die Audiodatei herunterladen.
Beginn des dritten Satzes:
Die Audiowiedergabe wird in deinem Browser nicht unterstützt. Du kannst die Audiodatei herunterladen.
Dritter Satz, ab Takt 14:
Die Audiowiedergabe wird in deinem Browser nicht unterstützt. Du kannst die Audiodatei herunterladen.

## Violinkonzert Nr. 5 A-Dur KV 219 (1775)
Orchesterbesetzung: 1. und 2. Violinen, Viola, Violoncello, Bass, 2 Oboen, 2 Hörner
1. Allegro aperto
2. Adagio
3. Rondeau. Tempo di Menuetto

Beginn des ersten Satzes:
Die Audiowiedergabe wird in deinem Browser nicht unterstützt. Du kannst die Audiodatei herunterladen.
Beginn des zweiten Satzes:
Die Audiowiedergabe wird in deinem Browser nicht unterstützt. Du kannst die Audiodatei herunterladen.
Beginn des dritten Satzes:
Die Audiowiedergabe wird in deinem Browser nicht unterstützt. Du kannst die Audiodatei herunterladen.
In der Mitte des dritten Satzes wechselt der Dreivierteltakt des Menuetts zu einem Zweivierteltakt, und es erklingt eine „Türkische Musik“, mit einem Tonartenwechsel von A-Dur nach a-Moll, ähnlich wie im Rondo alla turca in der Klaviersonate in A-Dur.

## Violinkonzert Nr. 6 Es-Dur KV 268 (zweifelhaft) (1780)
Orchesterbesetzung: 1. und 2. Violinen, Viola, Violoncello, Bass, 1 Flöte, 2 Oboen, 2 Fagotte, 2 Hörner
1. Allegro moderato
2. Un poco Adagio
3. Rondo. Allegretto

Anmerkung zu KV 268
In den 1980er Jahren erwarb Dieter Klöcker Noten aus dem Nachlass des Klarinettisten Kurt Rauschenbach und entdeckte – zu seiner Überraschung – eine Solo-Stimme, die zum Violinkonzert Nr. 6 in Es-Dur passte. Sie trug den Titel: «Divertimento per il clarinetto e piano forte». Erst die Auffindung dieser alten – abschriftlichen – Solo-Klarinettenstimme zeigte, dass das Werk wohl bereits – vor der Ausgabe von André – in einer geschickteren Form existiert haben muss. Als Autor ist dort Girolamo Salieri angegeben. Trotz vieler Bleistiftkorrekturen und mancher Fehler passt diese Fassung eindeutig zum 6. Violinkonzert und ist formal oft besser geraten, indem sie z. B. unnötige Wiederholungen von Tuttipassagen im dritten Satz vermeidet.
Klöcker bat daraufhin seinen Freund Eberhard Buschmann um eine stilgetreue Rekonstruktion von KV 268 als Klarinettenkonzert in Es-Dur. Dies geschah dann in den 1990er Jahren, was von der Fachwelt wohlwollend registriert wurde. Bei Dabringhaus und Grimm erschien 1998 davon eine CD mit Klöcker als Solist und dem Prager Kammerorchester. In dieser Überarbeitung bemühte sich Buschmann, stilfremde Ergänzungen zu vermeiden und das leider nur ungenau tradierte Werk wieder an Mozarts musikalische Sprache anzunähern. In den CD-Texten erläuterte Klöcker eingehend seine Hypothesen, wie es möglicherweise zu diesem Konzert – und auch zu der Klarinettenversion – kam.
Nach eingehenden quellenkritischen Untersuchungen von Walter Lebermann stammt das Konzert möglicherweise von dem Violinisten und Komponisten Friedrich Eck (* 25. Mai 1767 Schwetzingen; † 22. Februar 1838 Paris).
Dieter Klöcker versuchte zu Lebzeiten immer wieder, dieses Werk bei renommierten Verlagen unterzubringen, aber der sog. 'Zeitgeist' wollte damals nur Originalwerke. So blieb diese Fassung bis 2022 ungedruckt. Seit Januar 2022 sind jedoch Partitur, Klavierauszüge und das Aufführungsmaterial bei 'Repertoire Explorer' in München erhältlich. Eberhard Buschmann hatte das Werk nochmals durchgesehen und zusammen mit Joseph Kanz – der die Notengrafik übernahm – auch die ursprüngliche Violinfassung an die Klöcker'sche Version angepasst.

## Violinkonzert Nr. 7 D-Dur KV 271i (zweifelhaft) (1777)
Orchesterbesetzung: 1. und 2. Violinen, Viola, Violoncello, Bass, 2 Oboen, 2 Hörner
1. Allegro maestoso
2. Andante
3. Rondo. Allegro

Dieses Violinkonzert ist erhalten in zwei Abschriften aus dem 19. Jahrhundert, die sich insbesondere im letzten Satz voneinander unterscheiden. Eine davon stammt aus dem Umkreis des Pariser Geigers Eugène Baillot.

## Einzelsätze für Violine und Orchester

### Adagio E-Dur KV 261 (1776)
Orchesterbesetzung: 1. und 2. Violinen, Viola, Violoncello, Bass, 2 Flöten, 2 Hörner
Dieses Adagio schrieb Mozart für den Geiger Antonio Brunetti (1744–1786), Mozarts Nachfolger als Hofmusiker in Salzburg unter Hieronymus von Colloredo, als Variante für den Mittelsatz des 5. Violinkonzerts. Brunetti hatte sich darüber beschwert, dass das ursprüngliche Adagio „zu künstlich“ sei.

### Rondo B-Dur KV 269 (1776)
Orchesterbesetzung: 1. und 2. Violinen, Viola, Violoncello, Bass, 2 Oboen, 2 Hörner

### Rondo C-Dur KV 373 (1781)
Orchesterbesetzung: 1. und 2. Violinen, Viola, Violoncello, Bass, 2 Oboen, 2 Hörner
Auch diese beiden Stücke schrieb Mozart für den italienischen Geiger Antonio Brunetti.